# Lugwardine
Lugwardine – wieś w Anglii, w hrabstwie Herefordshire. Leży 5 km na wschód od miasta Hereford i 185 km na zachód od Londynu.